# Сотрудник ЧК (фильм)
«Сотрудник ЧК» — героико-приключенческий художественный фильм режиссёра Бориса Волчека по мотивам одноимённой повести Александра Лукина и Дмитрия Поляновского.

## Сюжет
Действие происходит в 1920 году во время Гражданской войны. Молодого красноармейца Алексея Михалёва после госпиталя направляют на работу в ЧК. По пути он встречает красивую девушку — Марию, которая тоже является агентом ЧК (он узнаёт об этом позже). Михалёв участвует в различных операциях, вновь встречается с Марией, но она погибает, разоблачая банду белых.

## В ролях
- Александр Демьяненко — Алексей Михалёв, начинающий сотрудник ЧК
- Валентина Малявина — Мария Королёва
- Евгений Евстигнеев — Марков, он же Крамов
- Владимир Кенигсон — Август Яковлевич Берзинь, начальник губЧК
- Олег Ефремов — Илларионов, опытный сотрудник ЧК
- Александр Бениаминов — Фельцер, начхоз ЧК
- Владимир Заманский — Григорий Владимирович Смагин, атаман банды
- Валерий Мухарьямов — Пантюшка (Пантелей Дымов)
- Светлана Данильченко — Дина Федосова
- Дмитрий Масанов — Буркашин
- Леонид Пархоменко — Сева
- Владлен Паулус — дед Маруси
- Виктор Сергачёв — Кузьма
- Виктор Гераскин — бандит
- Иван Жеваго — повар
- Виктор Колпаков — хозяин постоялого двора
- Ирина Скобцева — Тверская
- Леонид Князев — солдат на пароходе
- Виктор Павлов — раненый боец в госпитале
- Лев Степанов — раненый боец в госпитале
- Галина Волчек — жена арестованного
- Ролан Быков — священник
- Владимир Колчин — сотрудник ЧК
- Вадим Захарченко — пьяный красный кавалерист

## Съёмочная группа
- Режиссёр — Борис Волчек
- Сценаристы: Борис Волчек, Александр Лукин, Дмитрий Поляновский
- Оператор — Владимир Минаев
- Художники: Абрам Фрейдин, Орест Аликин
- Композитор — Эдуард Лазарев
- Звукорежиссёр — Евгений Фёдоров
- Монтаж — М. Тимофеева
- Художник по костюмам — М. Жукова
- Директор фильма — Г. Пастушков